# Waterlines
Waterlines – drugi album fińskiego zespołu Excalion. Datę jego wydania, przez niemiecką wytwórnię Limb Music, podać należy dla trzech różnych obszarów: Europa 2 marca 2007 rok, Japonia 21 lutego 2007 i Stany Zjednoczone 24 kwietnia 2007.

## Lista utworów
1. „Wingman” – 3:57
2. „Life on Fire” – 4:13
3. „Losing Time” – 4:16
4. „Ivory Tower” – 3:49
5. „I Failed You” – 5:02
6. „Arriving as the Dark” – 3:27
7. „Streams of Madness” – 3:53
8. „Delta Sunrise” – 5:28
9. „Between the Lines” – 4:26
10. „Svaking Ground” – 6:30
11. „Yövartio” – 5:57 (bonus w Europie, fińska wersja Arriving As The Dark)
12. „Access Denied” – (bonus w Japonii)

## Twórcy
- Jarmo Pääkkönen – wokal
- Vesa Nupponen – gitara
- Jarmo Myllyvirta – keyboard
- Tero Vaaja – gitara basowa
- Henri Pirkkalainen – perkusja
- Taru Harjula – śpiew (Utwory: 1, 3, 8, 10)